# Sheraton Huzhou Hot Spring Resort
Sheraton Huzhou Hot Spring Resort (čínsky 浙江湖州喜来登温泉度假酒店) je luxusní ****½ hotel a rezort, situovaný v Huzhou (Chu-čou) v Číně. Otevření bylo naplánováno na srpen 2013. Již nyní má přezdívky jako „hotel podkova“ nebo „hotel kobliha“, kvůli svému semitoroidnímu tvaru. Má 27 pater, 321 pokojů, 37 vil, 40 apartmánů a prezidentské apartmá. Zázemí hotelu disponuje parkovištěm, je v něm fitness a wellness centrum, 4 restaurace, kavárna, bazén pro děti, pokoje s terasami. Všechny pokoje jsou klimatizované a do vybavení i v základní nabídce patří plazmové televizory se satelitními kanály, dokovací stanice pro iPhone, trezor, koupelna s vanou a sprchou. Byl navržen a vypracován architektem Jansongem Ma ze studia MAD a postaven šanghajskou skupinou Feizhou Group. Patří do řetězce Sheraton Hotels and Resorts, což je značka Starwood Hotels and Resorts Worldwide's. Má bezbariérový přístup. Zvláštností je, že díky podsvícení po celé své ploše dokáže měnit barvu.